# Граф Орі (опера)
«Граф Орí» (фр. Le comte Ory) — комічна опера на дві дії італійського композитора Джоакіно Россіні (італ. Gioachino Rossini), написана у 1828 році. Частина музики походить з його опери «Подорож до Реймсу» (італ. Il viaggio Reims), написаної у 1825 році з нагоди коронації Карла X (фр. Charles X). Французьке лібрето створене Еженом Скрібом і Ш.Г. Делетр-Пуарсоном (фр. Charles-Gaspard Delestre-Poirson) на основі їх одноактного водевілю 1816 року з тією ж назвою. Опера вважається одним із найкращих творів композитора. У ній бурлеск поєднується з лірикою, жанрові сцени — з романтичним колоритом. Дослідники відзначають багатство мелодій, дотепність, тонкість і витонченість опери.
В опері Россіні змальовує глядачам історію про жахливі любовні пригоди середньовічного графа. Опера, напевно, відноситься до комічних опер — її сюжет гумористичний, жартівливий, навіть фарсовий. Проте вона була написана для Опери, а не для Théatre de l'Opéra-Comique, тому існують певні структурні неузгодженості з сучасним розумінням жанру комічної опери (opéra comique), яка повинна складатися з відносно коротких ліричних номерів і розмовних діалогів. У той час як «Граф Орі» містить високорозвинуті, навіть масивні музичні форми, що супроводжуються речитативом. Хоча оперному мистецтву Россіні властиве найбарвистіше оркестрове звучання, в опері «Граф Орі» незвична, коротка, спокійна і скромна, увертюра дивно закінчується шепотінням струнного піцикато.

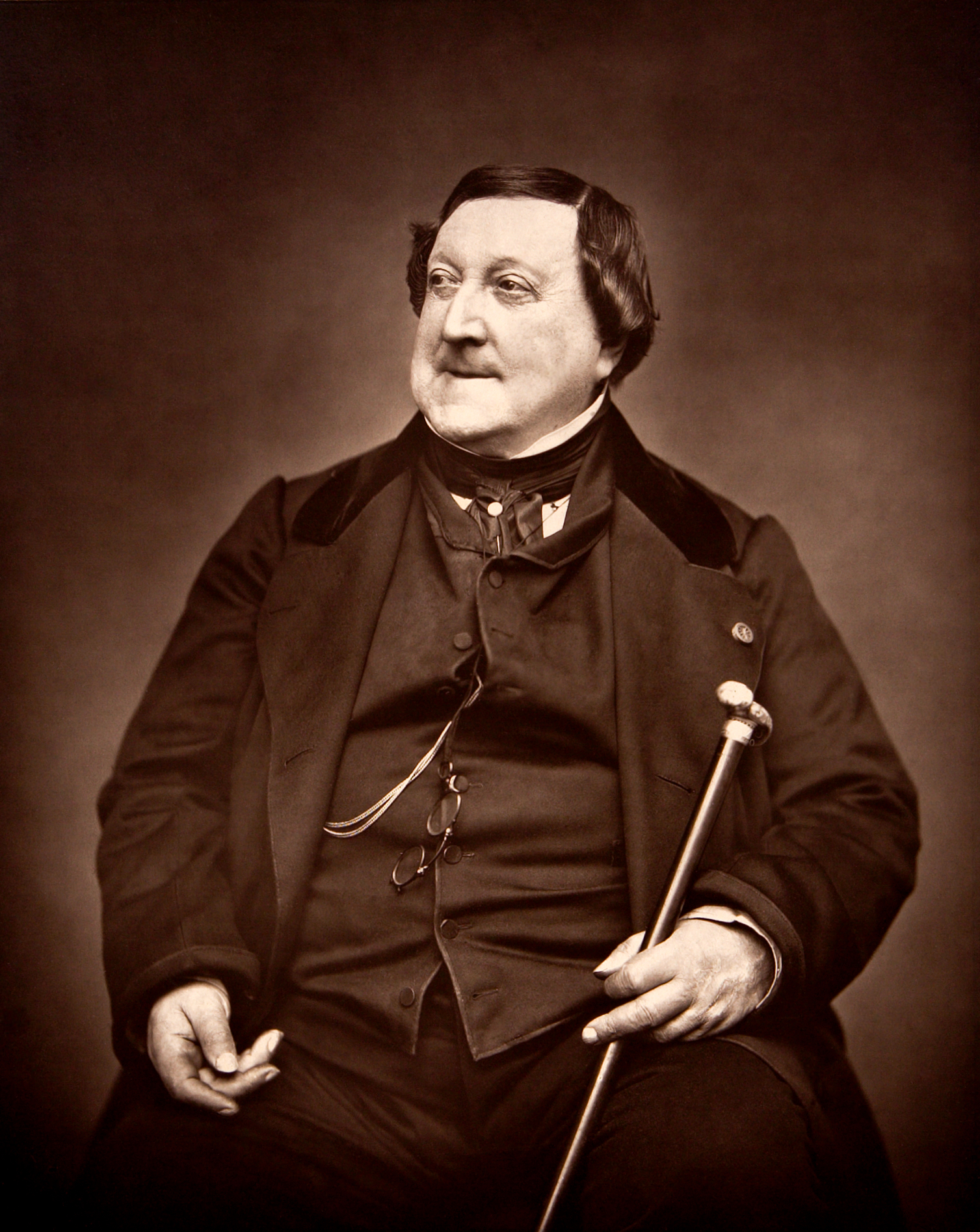
Дж. Россіні, фотографія

## Історія створення
Прем'єра опери відбулася 20 серпня 1828 року в Парижі в залі Пелет'є (фр. Salle Le Peletier), яка в той час мала назву Театру королівської академії музики (фр. Théâtre de l'Académie Royale de Musique). Опера викликала захоплену реакцію публіки і критиків. Зокрема, «Газет де Франс» заявляла: «Всі італійські композитори, починаючи від Саккіні, часто в своїх операх порушували акцентуацію нашої мови; один Россіні зумів перемогти труднощі, дотепер непереборні для композиторів».
Високо оцінив оперу «Граф Орі» й Гектор Берліоз, який через десять років писав, що це, «мабуть, одна з найкращих партитур Россіні. Можливо, ніде, за винятком «Цирульника», композитор не був таким дотепним і веселим. Кількість слабких місць… в дійсності незначна у цій опері… особливо при порівнянні з чарівними місцями, якими вона рясніє… Яке музичне багатство! Усюди розкіш вдалих мелодій, нові малюнки акомпанементу, вишукана гармонія, дотепні оркестрові ефекти, драматичні ситуації, повні сенсу і дотепності».

## Дійові особи
- Граф Орі (Le comte Ory) (тенор)
- гувернант (баритон)
- Ізол'є (Isolier), паж (меццо-сопрано, rôle travesti)
- Рембó (Raimbaud), друг графа Орі (баритон)
- Адель, графиня Формут'є (La Comtesse Adèle) (сопрано)
- Рагонда (Dame Ragonde), економка (меццо-сопрано)
- Аліса (Alice) (сопрано)
- 1-й лицар (тенор)
- 2-й лицар (баритон)
- 3-ій лицар (баритон)
- 4-й лицар (баритон)
- Слуги графа Орі, дами, хрестоносці, селяни

## Зміст опери
Дія відбувається у Турені (фр. Touraine) на початку XIII століття, під час хрестових походів. Події розгортаються спочатку перед, а потім всередині замку Формут'єрів.

### Дія I
Франція, приблизно 1200 рік. Граф Формунт'є і більшість його людей вирушили на Святу Землю, щоб битися у Хрестовому поході, залишивши сестру Адель у товаристві з її економкою Рагондою.
Молодий розпусник граф Орі має намір використати відсутність чоловіків у замку Формут'єрів, щоб спокусити добродійну і невинну графиню Адель. За допомогою свого друга Рембó він переодягається, маскуючись під старого відлюдкуватого пустельника, який поселяється за мурами замку і намагається застосувати свою удавану мудрість нібито на підтримку нещасних, покинутих жінок.
Сільські дівчата і селяни збираються біля нього, щоб отримати пораду святої людини. Орі благословляє їх і обіцяє здійснити всі їхні бажання. Серед натовпу — Рагонда. Вона розповідає Орі, що за відсутності чоловіків дами замку дали обітницю жити як вдови, і тільки графиня Адель, яка страждає від дивної меланхолії, прийде до нього за порадою. Орі у нестямі з радості від думки побачитися з графинею.
Прибувають паж Орі — Ізол'є і вчитель Орі, який шукає свого вихованця (Veiller sans cesse). Вчитель запідозрює, що пустельник не справжній, і шукає підтвердження для своїх сумнівів. Паж Ізол'є не впізнає свого господаря і розповідає «пустельникові», що закоханий у графиню і що у нього є план, як пройти в замок: він переодягнеться за прочанина (дует: Une dame de haut parage). Орі, вражений цією ідеєю і погоджується допомогти, але таємно вирішує використати план для своїх власних цілей.
Графиня страждає, оплакуючи свою тугу (En proie а la tristesse). На її здивування, Орі запевняє її, що вилікувати недугу здатне кохання, і це примушує графиню признатися у своїх почуттях до Ізол'є. Але «пустельник» відраджує її від зв'язків з пажем розпусника Орі. У подяку за поради графиня запрошує Орі до замку. Орі хоче вже йти, коли повертається вчитель Орі. Він викриває правду: «пустельник» — це Орі, що викликає жах у Ізол'є, графині й інших дам. Коли приходить звістка, що через два дні повертаються хрестоносці, Орі вирішує зробити ще одну спробу дістатися всередину замку до їх повернення.

### Дія ІІ
У замку того ж вечора жінки гнівно обговорюють вчинок Орі. Їх переривають крики про допомогу, чутні зовні від групи жінок-прочанок, які стверджують, що Орі переслідує їх. Насправді — це сам граф і його люди, переодягнені в черниць. Графиня впускає їх, і одна з них хоче висловити свою подяку наодинці. Насправді це Орі, який, залишившись наодинці з графинею, ледве стримує свої почуття (дует: Ah! quel respect, Madame). Графиня наказує подати скромне частування для гостей і йде. Рембо, який виявив винний льох у замку, входить із напоями для всіх прибулих (Dans ce lieu solitaire). Загальна веселість переходить у благочестивий спів, як тільки стає зрозумілим, що гостей може почути Рагонда.
Ізол'є повідомляє графині, що хрестоносці повертаються сьогодні увечері. Коли Рагонда пропонує розповісти про це гостям, Ізол'є розуміє, хто ці прочани, і вирішує пожартувати над Орі. Він гасить лампу в спальні графині якраз у мить, коли Орі хоче несподівано увійти туди. Введений в оману голосом графині, Орі скеровує свій запал на Ізол'є, не розуміючи в темряві, що тримає його руку (тріо: А la faveur de cette nuit obscure). Коли труби оголошують про повернення хрестоносців, Ізол'є розкриває себе, і Орі не залишається нічого, окрім як рятуватися втечею.

## Музика

### Головні арії опери
- Дія 1. Veiller sans cesse
- Дія 1. дует: Une dame de haut parage (Ізол'є, Орі)
- Дія 1. En proie а la tristesse (Орі, графиня Адель)
- Дія 2. Dans ce lieu solitaire (Рембо)
- Дія 2. дует: Ah! quel respect, Madame (графиня Адель)
- Дія 2. тріо: А la faveur de cette nuit obscure (графиня Адель, Ізол'є, Орі)

### Склад оркестру
Партитура опери передбачає використання таких інструментів:
- флейта-піколо, 2 флейти, 2 гобої, 2 кларнети, 2 фаготи, 4 валторни, 2 труби, 3 тромбони,
- литаври, великий барабан, тарілки, трикутник,
- струнні.

## Дискографія
| Рік  | Склад: Граф Орі Графиня Адель Ізол'є Рагонда Рембо Гувернант                                        | Диригент, Оперний театр та оркестр | Лейбл                                                            |
| ---- | --------------------------------------------------------------------------------------------------- | --- | ---------------------------------------------------------------- |
| 1956 | Хуан Онсіна Сарі Барабас Кора Кан-Меєр Моніка Сенклер Мішель Ру Ієн Воллес                          | Вітторіо Гуї Хор та оркестр Фестивалю в Глайдборні | Аудіо CD: Urania Кат: WS 121109; EMI (2 LPs) Кат: RLS 744 (mono) |
| 1959 | Мішель Синишаль Сарі Барабас Кора Кан-Меєр Моніка Сенклер Робер Масар                               | Вітторіо Гуї Оркестр і хор RAI Турин | Аудіо CD: Arkadia Кат: MP 458.2; Живий запис Кат: LS 4035130     |
| 1979 | Роквел Блейк Ешлі Путам Фейс Ішам Джейн Шоліс Девід Головей (баритон)                               | Імре Палло Оркестр та хор Нью-Йорк Сіті Опера (Живий запис в Нью-Йорк Сіті Опера, вересень) | Аудіо CD: Celestial Audio Кат: CA 368                            |
| 1988 | Джон Алер Сумі Чо Діана Монтаг Ракель П'єротті Джіно Квіліко Жіль Кашмей                            | Джон Еліот Гардінер Оркестр і хор Ліонського оперного театру | Аудіо CD: Philips Classics Кат: 422 406-2                        |
| 1995 | Вільям Матеуцці Сумі Чо Марі-Анж Тодоровіч Надін Шері, Жан-Люк Шеньйо, Грегорі Рейнхарт             | Евеліно Підо Європейський оркестр Фестивалю Хор Фестивалю Телезапис з Фестивалю Екс-ан-Прованс, Липень 1995 Режисер Марсель Маришаль                                                                                       | Пряма телетрансляція (Франція 2)                                 |
| 1997 | Марк Лао, Анік Массі, Діана Монтаг Джейн Шолі Людовік Тезьє Джуліен Робінс                          | Ендрю Дейвіс (диригент) Лондонський філармонічний оркестр та хор Глайндборнського фестивалю (Відеозапис виступу на Глайндборнському фестивалі, Липень) Режисер Жиром Саварі                                                | DVD: NVC Arts Кат: 0630 18646-2; Kultur Кат: D 2983              |
| 2002 | Г'ю Різ-Еванс Лінда Жерар Луїза Іслам-Алі-Заде Лука Сальсі Глорія Монтанарі Войтек Гєрлах           | Бред Коен Чеський камерний оркестр, Брно Чеський філармонічний хор, Брно (Живий запис "Россіні у Вільдбаді", Липень) | Audio CD: Naxos Кат: ? (2007)                                    |
| 2003 | Хуан Дієго Флорес Стефанія Бонфаделлі Марі-Анж Тодоровіч Бруно Пратіко Маріна Де Лізо Аластер Майлз | Хесус Лопез Кобос Оркестр Болонського муніципального театру Празький камерний хор (хормейстр: Любомир Матл (Живий запис з Театру Россіні, Фестиваль Россіні, Пезаро, 10,13,16,19, 22 серпня,) Режисер Луї Паскуаль         | CD: Deutsche Grammophon Кат: ?                                   |
| 2011 | Хуан Дієго Флорес Діана Дамрау Джойс ДіДонато Стефан Дегу Сюзан Ресмарк Мішель Пертусі              | Мауріціо Беніні Оркестр та хор Метрополітен-опера Режисер Барлет Шер (Живий запис HD з Метрополітен-опера, 9 квітня 2011) Met Opera website of past Met-in-HD performances [Архівовано 28 вересня 2011 у Wayback Machine.] | DVD: Virgin Classics, Кат: ?                                     |
| 2014 | Дмитро Корчак Дезіре Ранкаторе Антуанет Денефель Доріс Лампрехт Жан Себастіан Бу Патрік Болер       | Стефано Монтанарі Оркестр та хор Ліонського національного оперного театру Режисер Лорен Пеллі Запис 1 березня 2014 | DVD: Кат: ?                                                      |